# Suzanne Collins
Suzanne Collins (Hartford, 10 augustus 1962) is een Amerikaanse scenarioschrijfster en auteur.

## Biografie
Suzanne Collins wilde aanvankelijk actrice worden, maar uiteindelijk belandde ze achter de schermen. Haar carrière als schrijfster begon in 1991 als scenarioschrijfster van kindertelevisieprogramma’s nadat ze haar master in Dramatic writing aan de Universiteit van New York had gehaald. Ze werkte aan enkele televisieprogramma’s voor Nickelodeon, waaronder de met een Emmy genomineerde series Clarissa Explains It All, The Mystery Files of Shelby Woo, Little Bear en Oswald. Collins was genomineerd voor de Writers Guild of America voor haar medewerking aan het schrijven van de kerstspecial Santa, Baby!
Na een ontmoeting met kinderboekenschrijver James Proimos raakte Collins geïnspireerd om zelf een kinderboek te schrijven. Haar inspiratie voor Gregor de Bovenlander (Gregor the Overlander), het eerste deel uit The Underland Chronicles, was het boek Alice in Wonderland. Collins dacht dat het voor kinderen die, net als zij, in de stad opgroeiden moeilijk was om zich in te leven in de omgeving waarin Alice in Wonderland zich afspeelt
Collins schreef ook De Hongerspelentrilogie die Van Goor in 2008 uitbracht. De Hongerspelen (deel 1) was deels geïnspireerd door de Griekse mythe van Theseus en de Minotaurus. Maar ook vele andere Griekse en Romeinse aspecten verwerkte Collins in De Hongerspelentrilogie. Zo zijn de hoofdpersonages hoogstwaarschijnlijk gebaseerd op Griekse/Romeinse goden, werden er een aantal woorden in het verhaal verwerkt die hun oorsprong vinden in het Latijn, vinden we de Romeinse standenmaatschappij terug, bevat het verhaal verschillende Romeinse gebruiken en kunnen we de tributen duidelijk vergelijken met de gladiatoren. Ook haar vaders carrière in de luchtmacht zorgde ervoor dat ze armoede, verhongering en de effecten van de oorlog begreep. Ook begreep ze hoeveel een kind kon verdragen. Het vervolg op het boek werd Vlammen (deel 2), dat later datzelfde jaar uitkwam. Het laatste boek uit de trilogie, Spotgaai (deel 3), kwam in 2010 uit. Dit boek won de prijs voor beste boek in de VS. Ook is er een vierde deel in 2020 gemaakt; 'De ballade van slangen en zangvogels'

## Verfilming
Lions Gate Entertainment kocht de filmrechten van De Hongerspelen. Nina Jacobson was de producer. Collins zelf was de scenarioschrijver.
De film The Hunger Games kwam uit in maart 2012. Het tweede deel The Hunger Games: Catching Fire was sinds november 2013 in de filmzalen te zien. Het derde boek is opgesplitst in twee films, The Hunger Games: Mockingjay - Part 1 was vanaf november 2014 in de bioscoop te zien en The Hunger Games: Mockingjay - Part 2 vanaf november 2015.
De prequel The Hunger Games: The Ballad of Songbirds and Snakes was sinds november 2023 in de filmzalen te zien.